# La Devesa (Talamanca)
La Devesa, és un paratge del terme municipal de Talamanca, a la comarca catalana del Bages.
Està situat a l'extrem de llevant del terme de Talamanca, en el vessant occidental del Serrat de Mussarra, a l'oest del Camí de Mussarra al Coll de Lligabosses. És al capdamunt del torrent de la Devesa, afluent de la riera de Talamanca. També queda a migdia de Bonesfonts i al nord-oest del Turó de Lligabosses.
És una zona essencialment boscosa, formada per pendissos encarats a l'oest i al sud-oest.